# Thelocarpon magnussonii
Thelocarpon magnussonii är en lavart som beskrevs av G. Salisb. Thelocarpon magnussonii ingår i släktet Thelocarpon och familjen Thelocarpaceae.   Inga underarter finns listade i Catalogue of Life.